# Diplotoxa collessi
Diplotoxa collessi är en tvåvingeart som beskrevs av Spencer 1986. Diplotoxa collessi ingår i släktet Diplotoxa och familjen fritflugor.
Artens utbredningsområde är Northern Territory, Australien. Inga underarter finns listade i Catalogue of Life.